# فيكتور ريفيرا (مصارع محترف)
فيكتور ريفيرا (بالإنجليزية: Victor Rivera)‏ هو مصارع محترف أمريكي، ولد في 25 مايو 1944 في بورتوريكو في الولايات المتحدة.

## وصلات خارجية
- فيكتور ريفيرا على موقع CageMatch worker (الإنجليزية)
- فيكتور ريفيرا على موقع عالم المصارعة على الإنترنت (الإنجليزية)
- فيكتور ريفيرا على موقع عالم المصارعة على الإنترنت (الإنجليزية)

- فيكتور ريفيرا على موقع IMDb (الإنجليزية)